# Вишня Ольшава
Вишня Ольшава (Вишня Вільшава) (словац. Vyšná Olšava) — село в Словаччині, Стропковському окрузі Пряшівського краю. Розташоване в північно-східній частині Словаччини недалеко міста Стропків.
Уперше згадується у 1382 році.

## Пам'ятки
У селі є греко-католицька церква Зачаття святого Івана Хрестителя з 1790 року в стилі бароко-класицизму, з 1988 року національна культурна пам'ятка.

## Населення
| Рік:            | 1994. | 2004.    | 2014.   | 2024.   |
| --------------- | ----- | -------- | ------- | ------- |
| Кількість осіб: | 525   | 599      | 643     | 623     |
| Різниця:        |       | +14,09 % | +7,34 % | -3,11 % |

| Рік:            | 2023. | 2024.   |
| --------------- | ----- | ------- |
| Кількість осіб: | 629   | 623     |
| Різниця:        |       | -0,95 % |

В селі проживає 607 чол.
Національний склад населення (за даними останнього перепису населення — 2001 року):
- словаки- 95,97 %
- русини- 2,18 %
- чехи- 0,34 %
- українці- 0,17 %
- цигани (роми)- 0,17 %

Склад населення за приналежністю до релігії станом на 2001 рік:
- греко-католики- 82,05 %,
- римо-католики- 11,91 %,
- православні- 3,86 %,
- протестанти (еванєлики)- 0,67 %,
- не вважають себе віруючими або не належать до жодної вищезгаданої церкви: 1,51 %

## Видатні постаті
- Балудянський Михайло Андрійович (1769—1847) — в селі народився видатний юрист, економіст, перший ректор Петербурзького університету.

## Географія
Протікає річка Ольшавка